# Lagens väktare
Lagens väktare, eller även känd under namnet Justice League of America, är en amerikansk tecknad serie. I serien samarbetar ett antal av superhjältar från DC Comics. Grundarna och de första medlemmarna av Justice League var Stålmannen, Batman, Wonder Woman, Green Lantern, Flash, Martian Manhunter och Aquaman. Gruppen debuterade 1960 i tidningen The Brave and the Bold #28 där de stred mot utomjordingen Starro Erövraren. Justice League har sitt högkvarter i The Watchtower som ligger i Jordens omloppsbana. Det är där de möts inför nya uppdrag och tränar. De har rum för medlemmarna och deras gäster.
Flera versioner av denna serie har förekommit under namn som Justice League International, Justice League Europe, Justice League Task Force, Extreme Justice och Justice League Antarctica. I slutet av 1980-talet delades Justice League of America upp i två olika grupper: Justice League Europe (senare åter International) och Justice League America. Dessa båda hade varsin serietidning som publicerades samtidigt. En filmatisering av seriekonceptet är under produktion och är planerat att ha premiär den 17 november 2017 under titeln Justice League.

## Bakgrund
Justice League of America har haft många ursprungsberättelser. En av de första handlade om att gruppen skulle rädda jorden från utomjordingar som kallades "Appellaxianer", vilka invaderade jorden. Då samarbetade superhjältarna tillsammans för att besegra dem. Justice League Origins volume 1 som publicerades år 2013 är en del av The New 52. Det är nya berättelser där Earth-0 blir introducerat. Här presenterades på nytt hjältar som till exempel Superman och Batman med reviderade bakgrundberättelser. Även Justice Leagues ursprungsberättelse presenterades igen. I den här versionen möttes Superman, Batman, Wonder woman, Green Lantern, Flash och Aquaman när deras fiende Darkseid attackerade jorden. Efter att ha blivit allvarligt skadad i attacken, blev unge Vic Stone senare Cyborg. Han anslöt sig sedan till Justice League. Justice League of Americas ursprung har berättats i många olika versioner.
Under silvereran av DC Comics, då superhjältar som Flash och Green Lantern blev återskapade, skapades även ett nytt team av superhjältar. Justice League of America är en återskapad version av Justice Society of America. Dessa två grupper lever parallellt med varandra i olika världar. De två grupperna möttes för första gången i Crisis on Earth-one! och Crisis on Earth-two! i Justice League of America volume 1 #21-22 1963.

## Fiender
Justice League of America har bekämpat många olika fiender, men deras största fiender är Darkseid, Secret Society of Super-Villains och Crime Syndicate of America. Darkseid var den fiende som enade Justice League of America i Justice League Origin volume 1. Secret Society of Super-Villians skapades av Darkseid för att bekämpa superhjältar som Justice League of America. Crime Syndicate of America är en ond version av Justice League of America på Earth-3.

## Svensk publicering
Lagens Väktare publicerades för första gången i Sverige i tidningen Gigant nummer 2/65, och denna tidning förblev seriens huvudsakliga svenska hem i nära 20 år. Vissa avsnitt publicerades även i svenska Stålmannen. Det sista avsnittet publicerades i Gigant nr 4/84. Figurernas namn översattes här till svenska.
År 1988 fick den uppfräschade versionen av Keith Giffen/J.M. DeMatteis/Kevin Maguire premiär i Månadens äventyr och fortsatte i den kortlivade serietidningen DC-serier. Därefter fick denna superhjältegrupp nöja sig med korta gästspel i Stålmannen, innan även den tidningen lades ner 1991.
År 2001 gjorde Egmont en nysatsning på nordiskt samtryck för serier från DC Comics, och som ett led i detta gav man ut den tjocka färgtidningen Justice League of America (eller JLA, kort och gott). Äventyren hämtades från Grant Morrisons tid på serien, men tidningen lades ner efter bara fyra nummer – kanske för att inga unga serieläsare idag vet vilka dessa figurer är. Det här var dock första gången som figurerna gick under sina engelska originalnamn.

## Lista över medlemmar
Under Justice Leagues mer än 50 år långa livstid har en mängd av DC:s superhjältar varit medlemmar i någon av gruppens inkarnationer.

### Grundarna av Justice League
- Superman/Clark Kent
- Batman/Bruce Wayne
- Wonder Woman/Diana Prince
- Green Lantern/Hal Jordan
- Flash/Barry Allen
- Aquaman/Arthur "A.C" Curry
- Martian Manhunter/John Jones/J'onn J'onzz

### Originaluppsättningen (1960–1984)
- Superman (Stålmannen)
- Batman (Läderlappen)
- Wonder Woman I (Mirakelkvinnan)
- Flash II (Blixten)
- Green Lantern/Hal Jordan (Gröna Lyktan)
- Aquaman I (Vattenmannen)
- Martian Manhunter (J'onn J'onzz, Jägaren/Detektiven från Mars)
- Green Arrow I (Gröna Pilen) (på 70-talet även "Röda pilen")
- Atom II
- Hawkman II (Höken/Falken)
- Black Canary II (Svarta Fågeln)
- Elongated Man (Gummimannen)
- Red Tornado II (Röda Tornadon)
- Hawkgirl I (Hökflickan)
- Zatanna
- Firestorm I (Facklan)

- Snapper Carr ("Knäppen" Carr – hedersmedlem)
- Phantom Stranger (Främlingen – icke-officiell medlem)
- Adam Strange (hedersmedlem)
- Metamorpho (Metamorfo – reservmedlem)
- Captain Comet (hedersmedlem)
- Batgirl I (Läderlappsflickan – hedersmedlem)
- Sargon the Sorcerer (reservmedlem)
- Green Lantern John Stewart (Gröna Lyktan – reservmedlem)

### Detroituppsättningen (1984–1986)
Förutom de gamla medlemmarna Aquaman, Elongated Man, Martian Manhunter, Zatanna och sedermera Batman, tillkom några nya hjältar:
- Vixen (Järven)
- Gypsy (Ziggan)
- Vibe (Vibro)
- Steel II (Stål)

- Sue Dibny (hedersmedlem)
- Dale Gunn (hedersmedlem)

### Justice League International (America + Europe, 1987–1994)
Tidigare medlemmar som återvände inkluderade Batman, Martian Manhunter, Black Canary, Elongated Man, Wonder Woman, Superman och Sue Dibny. Tillskott kom i form av:
- Blue Beetle II (Skalbaggen)
- Captain Marvel (Kapten Marvel)
- Doctor Fate I (Ödesdoktorn)
- Green Lantern Guy Gardner (Gröna Lyktan)
- Mister Miracle I (Mirakelmannen)
- Booster Gold (Guldkalven)
- Green Flame/Fire (Gröna Flamman/Eld)
- Icemaiden II/Ice (Blåfrost/Is)
- Doctor Light IV (Doktor Ljus)
- Captain Atom (Kapten Atom)
- Rocket Red #7 (Röda Raketen)
- Rocket Red #4 (Röda Raketen)
- Hawkman III (Höken)
- Hawkwoman II (Hökkvinnan)
- Animal Man
- Flash III (Blixten)
- Metamorpho (nu som fullvärdig medlem)
- Power Girl
- Huntress
- Doctor Fate II
- Crimson Fox I–II
- Blue Jay (Blåskrikan)
- Silver Sorceress (Silverhäxan)
- Kilowog
- Tasmanian Devil (Djävulen från Tasmanien)
- Orion
- Lightray
- General Glory
- Bloodwynd
- Maxima
- Ray II
- Maya
- Flash I (Blixten)

- Maxwell Lord (administratör)
- Oberon (administratör)
- Catherine Cobert (administratör)
- L-Ron (administratör)
- Lobo (tillfällig medlem)
- Agent Liberty (tillfällig medlem)
- Black Condor II (tillfällig medlem)

### Justice League Antarctica (1990)
En kortlivad grupp som i första hand var en skämtversion:
- Major Disaster (Kapten Katastrof)
- G'nort
- Multi-Man (Multi-Mannen)
- Big Sir
- Cluemaster (Spårkungen/Ledtråden)
- Clock King (Klock-Kungen)
- Scarlet Skier
- The Mighty Bruce

### Nya Justice League America (1994–1996)
Medlemmar inkluderade Wonder Woman, Flash III, Fire, Metamorpho, Crimson Fox, samt:
- Hawkman II (Höken, nyversion)
- Nuklon
- Obsidian
- Blue Devil
- Icemaiden I

- The Yazz (hedersmedlem)

### Justice League Task Force (1993–1996)
Specialstyrka som ursprungligen hade ett roterande medlemskap, men sedermera blev ett fast team. Fasta medlemmar inkluderade Martian Manhunter, Gypsy, The Ray II samt:
- Despero II (tidigare L-Ron)
- Mystek
- Triumph
- Bronze Tiger (tränare)

### Extreme Justice (1995–1996)
Alternativ sidogrupp. Medlemmar inkluderade Captain Atom, Blue Beetle, Booster Gold, Maxima, Firestorm I, samt:
- Amazing-Man II
- The Wonder Twins
- Plastique (hedersmedlem)

### Nya JLA (1997–2006)
Nyversion av gruppen som gick tillbaka till rötterna, skapad av Grant Morrison och den version som fortfarande publiceras.
Tidigare medlemmar som har förekommit i den här versionen inkluderar Superman, Batman, Wonder Woman, Flash III, Martian Manhunter, Aquaman, Green Arrow I, Huntress, Orion, Atom II, Major Disaster samt Firestorm I. Utöver dessa tillkom:
- Green Lantern/Kyle Rayner (Gröna Lyktan)
- Tomorrow Woman
- Aztek
- Green Arrow II (Gröna Pilen)
- Oracle
- Plastic Man (Plastmannen)
- Steel III (Stål)
- Zauriel
- Wonder Woman III/Hippolyta (Mirakelkvinnan)
- Big Barda
- Hourman III
- Flash IV/Walter West
- Antaeus
- Nightwing (Nattvingen)
- Faith
- Hawkgirl II (Hökflickan)
- Jason Blood
- Green Lantern John Stewart (som fullvärdig medlem)
- Manitou Raven
- Hawkman I (historierevision, räknas nu som ex-medlem)

- Retro (endagsmedlem)
- Moon Maiden (medlem från alternativ verklighet)
- Resurrection Man (tillfällig medlem)
- Jesse Quick (reservmedlem)
- Jade (reservmedlem)
- Black Lightning (Svarta Blixten – reservmedlem)
- Creeper (Kryparen – reservmedlem)
- Firehawk (reservmedlem)

### JLA Elite (2005)
Kortlivad undercoverversion av gruppen som inkluderade Flash III, Green Arrow I, Manitou Raven, Major Disaster, samt:
- Sister Superior
- Manitou Dawn
- Coldcast
- Menagerie II
- Naif al-Sheikh
- Batgirl II/Kasumi

### JLA medlemmar på Earth-0 (2013)[2]
- Superman
- Batman
- Wonder Woman
- Flash
- Green Lantern
- Aquaman
- Cyborg

## Andra medier
Justice League har överförts till andra medier som TV och datorspel. I Sverige visades Rättvisans kämpar (Super Friends i original) i Barntrean på TV 3 i början av 1990-talet. Den animerade serien Justice League, som produceras sedan 2001 har visats i Cartoon Network på svenska.

### Svenska röster
- Clark Kent/Superman -	Fredrik Dolk
- Bruce Wayne/Batman - Reuben Sallmander
- Prinsessan Diana/Wonder Woman - Jennie Jahns
- John Stewart/Green Lantern - Dan Bratt
- Wally West/The Flash - Andreas Andersson
- Shayera Hol/Hawkgirl - Helena Thornqvist
- J'onn J'onzz/Martian Manhunter - Adam Fietz
- Arthur Curry/Aquaman - Håkan Mohede
- Lex Luthor - Mikael Roupé
- Joker - Thomas Engelbrektson
- Snapper Carr - Peter Persson

### Filmversioner
- Legend of the Superheroes, TV-special
- Rättvisans kämpar, animerad TV-serie
- Justice League, animerad TV-serie
- Justice League Unlimited, animerad TV-serie

### Spel
- Justice League Task Force
- Justice League Heroes

## Hyllningar och parodier
- The Authority (från Wildstorm)
- Honor Guard i "Astro City"
- Knights of Justice i "Big Bang Comics"
- League of Honor i "The Pro"
- Squadron Supreme (från Marvel Comics)